# Lista de tiaras papais sobreviventes

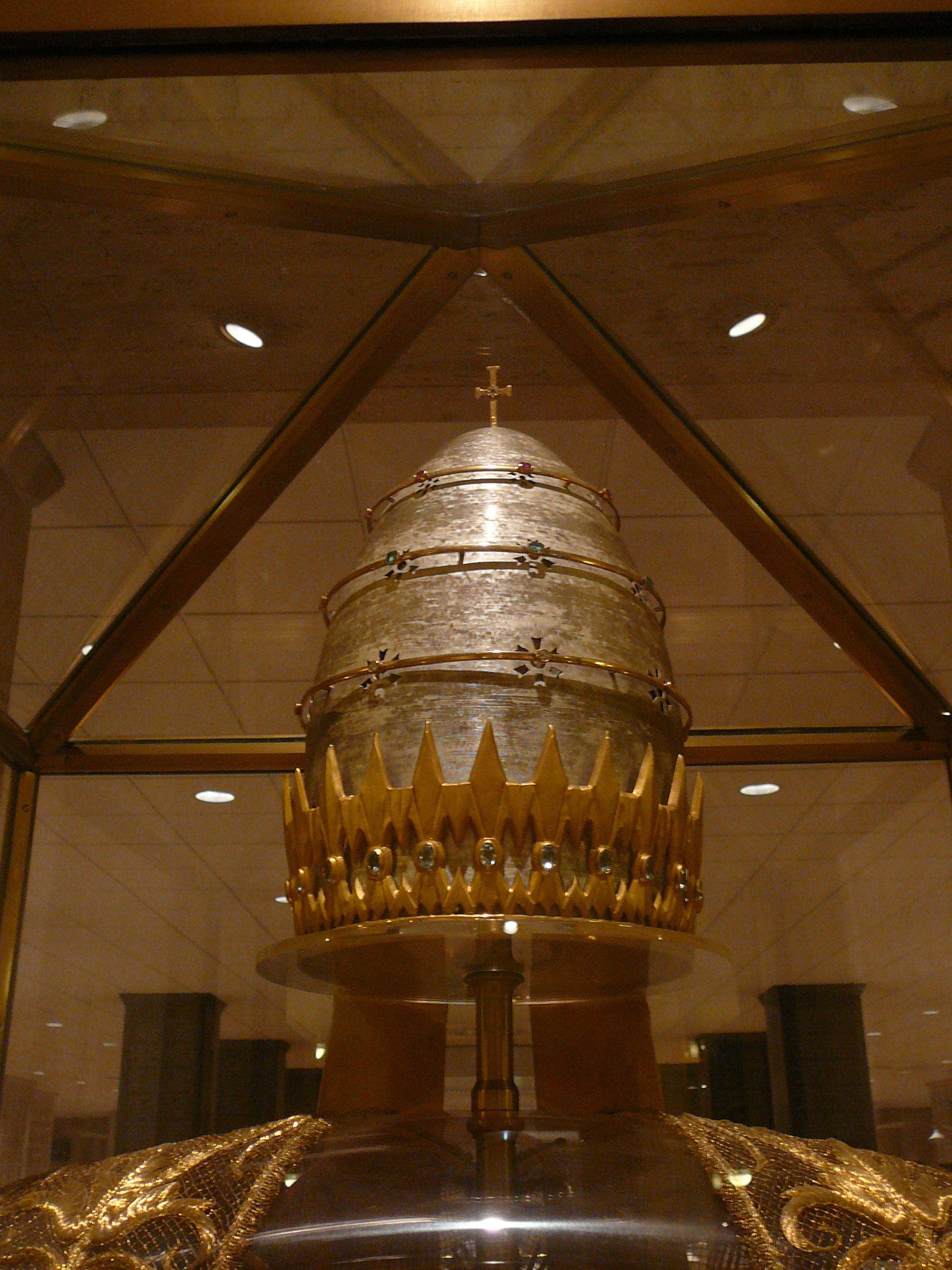
A tiara papal do Papa Paulo VI (1963), última tiara tripla usada por um papa. Basílica do Santuário Nacional da Imaculada Conceição em Washington.

As tiaras papais sobreviventes referem-se as vinte e quatro tiaras papais existentes na atualidade. A mais antiga data do século XVI, e a mais moderna de 1981. Onze delas estão nos Museus ou capelas do Vaticano. Outras estão em exposição permanente na Basílica do Santuário Nacional da Imaculada Conceição em Washington, Estados Unidos, na Basílica do Sagrado Coração, em Indiana e na Universidade de Notre Dame.
Muitas das tiaras papais anteriores (mais notadamente as tiaras do Papa Júlio II - que é atribuída ao Papa São Silvestre - e Paulo III) foram destruídas, desmontados ou apreendidas pelos invasores (principalmente pelo exército francês de Napoleão em 1798), ou pelos papas em si; como o Papa Clemente VII que derreteu vinte tiaras de prata e outras insígnias papais em 1527 para conseguir 400.000 ducados exigidos pelo exército de ocupação do sacro imperador Carlos V, sendo a única sobrevivente a de Gregório XIII do século XVI. Tanto o Papa João Paulo II, quanto Bento XVI receberam doações de tiaras papais, em 1981 e 2011 respectivamente, aos quais, nunca foram usadas.

## Lista das tiaras papais sobreviventes

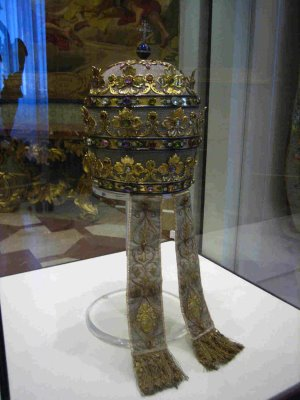
Tiara do Papa Pio IX (1870), confeccionada para ser mais leve. Em exposição na Capela Sistina, Vaticano.

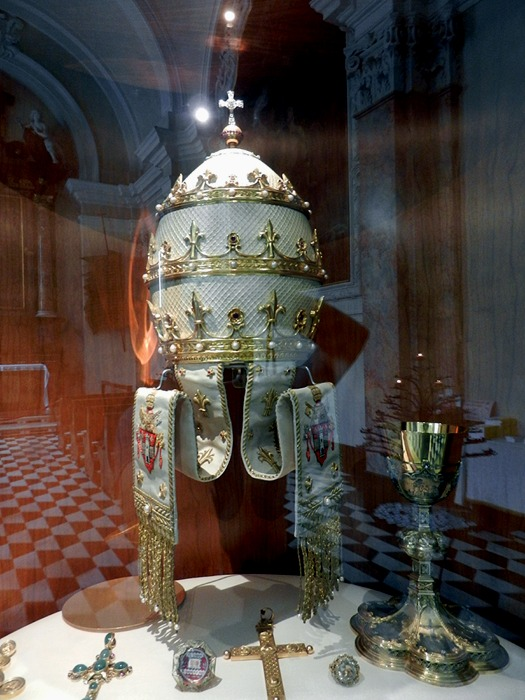
A Tiara do Papa João XXIII com outros pertences na Cappella di S. Vincenzo, na Catedral de Bérgamo.

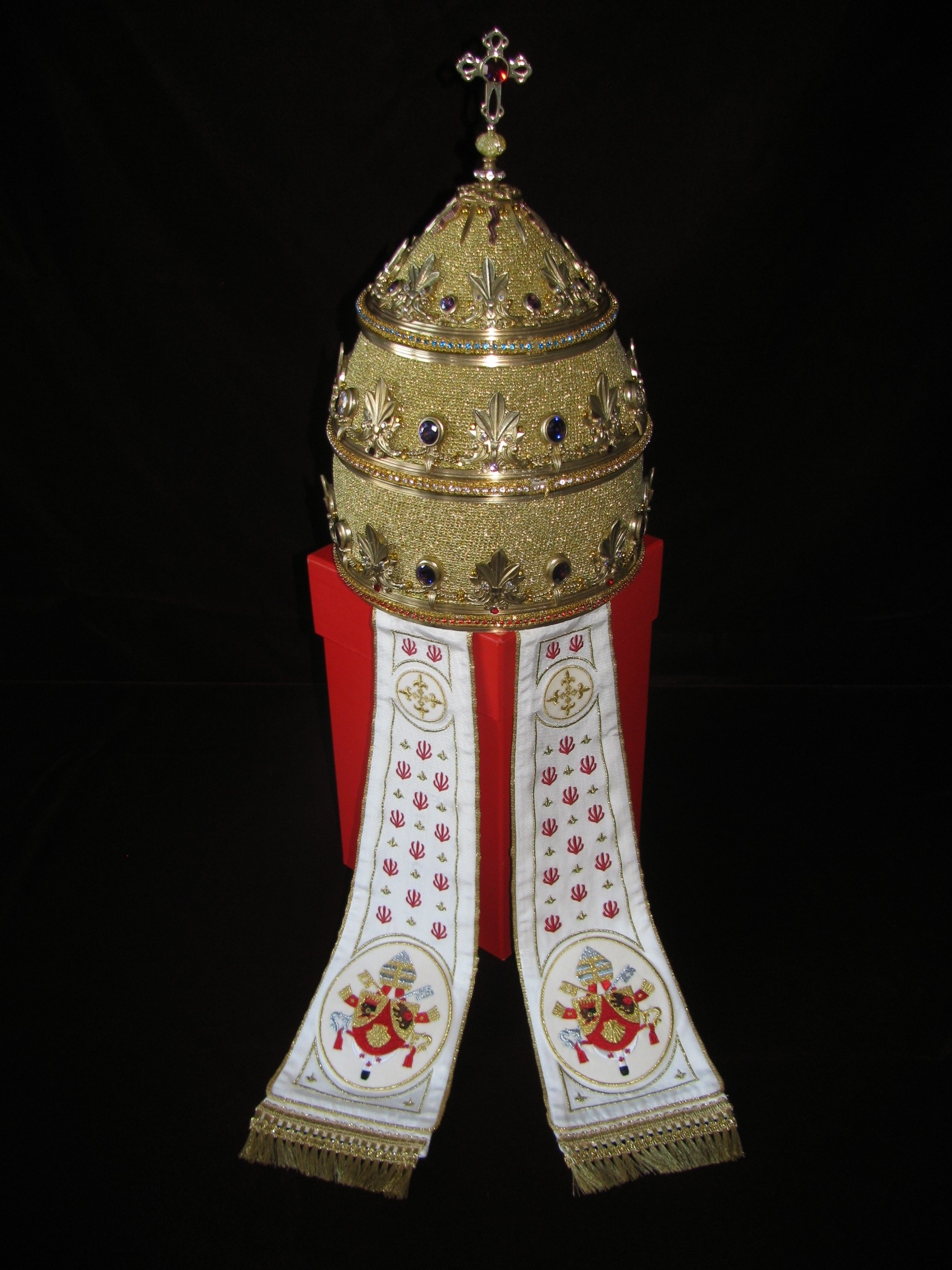
Tiara papal presenteada a Bento XVI por católicos alemães em 2011.

1. Tiara do Papa Gregório XIII (1572-1585): A mais antiga tiara papal existente.
2. Tiara do papel machê do Papa Pio VII (Feita para sua coroação no exílio em Veneza em 1800).
3. Tiara do Papa Pio VII (1804) "A Tiara de Napoleão": doada por Napoleão Bonaparte para comemorar o seu casamento com Josephine; projetada por Henry August e Marie-Etienne Nitot, da famosa joalheria “Casa de Chaumet”, Paris. A tiara foi feita deliberadamente muito pequena, e pesando 18 libras (8 kg) não podendo ser usada pelo papa.
4. Tiara do Papa Pio VII (1820).
5. Tiara do Papa Gregório XVI (1834): uma das mais usadas tiaras papais
6. Tiara do Papa Gregório XVI (1845).
7. Tiara do Papa Gregório XVI (confeccionada em uma data desconhecida). Versão leve da tiara.
8. Tiara do Papa Pio IX (1846): usada na sua coroação.
9. Tiara do Papa Pio IX (1855): doada pela rainha Isabel II de Espanha
10. Tiara do Papa Pio IX (final de 1850): doada pela Congregação de Santa Cruz. Em exposição permanente na Basílica do Sagrado Coração na Universidade de Notre Dame.
11. Tiara do Papa Pio IX (1871) "Tiara Belga": doada pelas mulheres da Corte Real do Rei dos Belgas. Confeccionada por Jean Baptiste Bethume de Ghent.
12. Tiara do Papa Pio IX (1870) confeccionada para ser mais leve.
13. Tiara do Papa Pio IX (1877) "Tiara Palatina" doada pela Guarda Palatina da Santa Sé em homenagem ao jubileu do Papa. Foi utilizada em praticamente todas as coroações papais desde então.
14. Tiara do Papa Leão XIII (1887) "Tiara Alemã": doada pelo Kaiser Guilherme I da Alemanha em comemoração ao Jubileu de Ouro da sua ordenação como sacerdote.
15. Tiara do Papa Leão XIII (1888) "Tiara de Paris": doada pelos católicos de Paris para comemorar o Jubileu de Ouro da sua ordenação como sacerdote. Confeccionada por François Désiré Froment-Meurice.
16. Tiara do Papa Leão XIII (1894) "Tiara Austríaca": doada pelo Kaiser Francisco José I da Áustria.
17. Tiara do Papa Leão XIII (1903) "A Tiara de Ouro": doada pelo Vigário Geral de Roma em nome dos católicos do mundo para comemorar o Jubileu de Prata como papa.
18. Tiara do Papa Pio X (1908): doado por joalheiros de Tatani para comemorar o Jubileu de Ouro do Papa da sua ordenação como sacerdote. Foi confeccionada porque as outras tiaras eram muito pesadas para o papa.
19. Tiara do Papa Pio XI (1922)
20. Tiara de Papa Pio XI (1922): doada pela Arquidiocese de Milão.
21. Tiara do Papa João XXIII (1959): doada pela cidade de Bergamo, sua região natal, em honra da sua eleição como papa.
22. Tiara do Papa Paulo VI (1963): feita pelos artesãos da arquidiocese de Milão. Em exposição permanente no Basílica do Santuário Nacional da Imaculada Conceição.
23. Tiara do Papa João Paulo II “Tiara Húngara” (1981): Doada por católicos da Hungria para o Papa João Paulo II, que porém, jamais a utilizou.
24. Tiara do Papa Bento XVI (2011) "Tiara Búlgara": doada por um grupo de católicos alemães durante a Audiência Geral de 25 de maio de 2011. Feita de zinco, prata e bronze, e adornada com pedras semi-preciosas, produzida na Bulgária, pelo ateliê "Liturgix",[2] uma empresa que faz paramentos litúrgicos ortodoxos e católicos.[3] Bento XVI nunca a usou.
25. Tiara do Papa Francisco (2016) "Tiara Macedônia": doada pelo Presidente do Parlamento da Macedônia, Trajko Veljanovski, durante a audiência de 16 de maio de 2016, produzida por monjas do mosteiro de São Jorge, no vilarejo de Rajcica, nas vizinhanças de Debar, com pérolas do Lago Ohrid.[4]